# Aérodrome d'Issoudun - Le Fay
L’aérodrome d’Issoudun - Le Fay (code OACI : LFEK) est un aérodrome ouvert à la circulation aérienne publique (CAP), situé sur la commune de Saint-Aubin à 7,5 km au sud-sud-est d’Issoudun dans l’Indre (région Centre-Val de Loire, France).
Il est utilisé pour la pratique d’activités de loisirs et de tourisme (aviation légère).

## Histoire
L’aéroclub a été fondé en 1938. Il compte à ce jour une dizaine de planeurs et quatre avions remorqueurs.

## Installations
L’aérodrome dispose de trois pistes en herbe :
- une piste orientée sud-nord (18/36) longue de 950 mètres et large de 100 ;
- une piste orientée est-ouest (11/29) longue de 920 mètres et large de 100 ;
- une piste orientée est-ouest (06/24) longue de 700 mètres et large de 100.

L’aérodrome n’est pas contrôlé. Les communications s’effectuent en auto-information sur la fréquence de 123,500 MHz.

## Activités
- Aéroclub d’Issoudun

L'aérodrome accueille de nombreux championnats de vol à voile d'ordre internationaux, nationaux et régionaux.
Il accueille également des compétitions de voltige en planeur comme en 2022 le championnat de France de voltige en planeur.